# Martiniano Molina
Martiniano Molina (Quilmes, Buenos Aires; 19 de junio de 1972) es un cocinero, escritor, conductor de televisión, exjugador de balonmano y político argentino. Desde 2015 hasta 2019 fue el intendente de Quilmes. Desde 2021 es diputado provincial de Buenos Aires por la Tercera Sección Electoral.

## Biografía
Nacido en Quilmes, Es hijo del político Jorge Molina, secretario de Gobierno durante la gestión de Eduardo Camaño y expresidente del Concejo Deliberante hasta el 8 de septiembre de 2008.
Como jugador de balonmano en la AACF de su ciudad, fue convocado por el club Príncipe Trieste de Italia (actual Pallamano Trieste), en el que jugó una temporada.

## Carrera como cocinero
En 1998, se integró al grupo fundador del Instituto Gato Dumas. Su carrera gastronómica comenzó como ayudante del Gato Dumas. No tiene restaurantes.

## En los medios
En 1999 cocinó en el programa «Movete con Carmen», conducido por Carmen Barbieri en América TV.En 2002 cocinó para la conductora y cantante Mariana Fabbiani en el programa «Mariana de casa» por El Trece.
Tuvo programas propios en el canal de cable especializado Elgourmet.com: «Las Brasas», «Martiniano Exprés», «Dar en el plato», «Asador urbano», «Sabores argentinos» y «En la Patagonia», en el que recorría los rincones más bellos y lejanos del sur argentino, alternando paisajes y gastronomía locales. En 2008, tras un acuerdo con el Ministerio de Turismo y Deporte de Uruguay, condujo «Gourmet Uruguay con Martiniano».

En 2008, 2009 y parte del 2010 fue el conductor del programa Cocineros argentinos por la TV Pública. Fue columnista de La Nación de Buenos Aires, con su «Columna del asador».

## Carrera política
En mayo de 2015, Molina aceptó la candidatura por el Frente Cambiemos. Según
denunció la oposición, una de sus primeras medias fue duplicarse el su salario como intendente; Se ha criticado que ubique familiares en puestos oficiales. Se acusa a Molina de haber creado una Secretaría para su hermano Tomás Molina, de haber impuesto a su madrastra, Raquel Coldani, como primera concejal en Quilmes y de haber designado a su padre como Director Provincial de Fiscalización Sanitaria en el Ministerio de Salud comandado por Zulma Ortíz. En las elecciones primarias de agosto de 2015, resultó el candidato más votado. En las elecciones de octubre de 2015, venció a Francisco Barba Gutiérrez, el candidato del Frente para la Victoria, quien perdió la reelección.También se ha criticado que ubique familiares en puestos oficiales. Se acusa a Molina de haber creado una Secretaría para su hermano Tomás Molina, de haber impuesto a su madrastra, Raquel Coldani, como primera concejal en Quilmes y de haber designado a su padre como Director Provincial de Fiscalización Sanitaria en el Ministerio de Salud que comanda Zulma Ortíz. También incluyó a Gustavo Llusá a cargo de la Secretaría Privada del Municipio. Molina comparte la sociedad de la empresa y su hermano Tomás Molina.
En las elecciones de 2019, se postuló a la reelección por la entonces coalición gobernante Juntos por el Cambio. Fue derrotado por la candidata del Frente de Todos, Mayra Mendoza, electa con el 49,47% de los votos.
En las elecciones de 2021, fue elegido Diputado de la Provincia de Buenos Aires en representación de la Tercera Sección Electoral por Juntos.
En las elecciones de 2023, la coalición Juntos por el Cambio postuló como candidato a intendente de Quilmes para volver a su cargo que desempeñó entre 2015 y 2019, perdió nuevamente contra la kirchnerista Mayra Mendoza de Unión por la Patria en la cual resultó reelecta.

## Libros
- Secretos de las brasas (2001). Editorial Sudamericana. ISBN 950-07-2187-2
- Mis recetas para todos los días (2003). Editorial Grijalbo. ISBN 950-28-0294-2
- Cocina al aire libre: Nuevas recetas a las brasas (2004). Editorial Grijalbo. ISBN 950-28-0361-2
- Cocina para chicos (2006). Sudamericana. ISBN 950-07-2691-2
- Panes, pizzas y dulzuras (2006). Diario La Nación.
- Todas mis recetas (2014). Sudamericana.
- Un futuro con futuro (2021).[26]